# Joe Donnelly
Joseph Simon Donnelly, detto Joe (New York, 29 settembre 1955), è un politico, avvocato e diplomatico statunitense, ambasciatore degli Stati Uniti d'America presso la Santa Sede dal 2022 al 2024 nell'amministrazione Biden ed in precedenza senatore per lo stato dell'Indiana dal 2013 al 2019 . Ancor prima, Donnelly ha servito come membro della Camera dei Rappresentanti per lo stesso stato dal 2007 al 2013.

## Biografia
Nato nel Queens, Donnelly si laureò in legge alla University of Notre Dame ed esercitò la professione di avvocato per svariati anni, università dove ha tenuto alcuni corsi di politica dal 2019 presso la Keough School of Global Affairs.
Impegnato a livello locale con il Partito Democratico, nel 2004 Donnelly si candidò alla Camera dei Rappresentanti contro il repubblicano in carica Chris Chocola, ma venne sconfitto. Due anni dopo Donnelly sfidò di nuovo Chocola e stavolta riuscì a prevalere, venendo eletto al Congresso.
Donnelly venne riconfermato dagli elettori sia nel 2008 che nel 2010, ma nel 2011 annunciò la sua decisione di ritirarsi dalla Camera per concorrere nelle elezioni del Senato. Donnelly affrontò il repubblicano Richard Mourdock, che aveva sconfitto nelle primarie il senatore in carica Dick Lugar. La campagna elettorale di Mourdock però finì nella polemica quando il candidato repubblicano affermò che le gravidanze dovute allo stupro sono volute da Dio e ciò lo fece retrocedere nei sondaggi. Alla fine Donnelly lo sconfisse con un margine di scarto considerevole e venne eletto senatore. Alle elezioni del 2018 fu sconfitto dal repubblicano Mike Braun.
Dal gennaio 2022 è Ambasciatore degli Stati Uniti presso la Santa Sede ed ha presentato le sue credenziali l'11 aprile dello stesso anno.
Donnelly fa parte della Blue Dog Coalition ed è pertanto un democratico di stampo moderato.